# Ferdinand Braunerhielm
Ferdinand Braunerhielm, född den 1 mars 1799, död den 2 februari 1870 i Stockholm, var en svensk friherre, militär och hovman.
Braunerhielm skrevs in som student vid Uppsala universitet 1810. Han blev sergeant vid Andra livgardet 1816, stabsfänrik samma år, löjtnant vid nämnda garde 1819, kapten 1828 och regementskvartermästare 1830. Braunerhielm blev kammarherre hos kronprinsen 1834 och hovstallmästare hos kronprinsen 1836. Han beviljades avsked från regementet med tillstånd att som kapten kvarstå i armén samma år och befordrades till major i armén 1841. Braunerhielm blev förste hovstallmästare och chef för hovstallet 1844 samt chef för stuteriöverstyrelsen 1847 och tillförordnad chef för stamholländeristyrelsen samma år. Han beviljades avsked ur krigstjänsten 1848. Braunerhielm blev ordförande i kommittén för ordnande av veterinärundervisningen i riket 1850, banerförare vid Kunglig Majestäts Orden 1854, ledamot av kommittén för avgivande av förslag till hovstallets förflyttande från Helgeandsholmen och nämnda holmes ordnande 1856 och överhovstallmästare samma år. Han beviljades avsked från chefskapet för stuteriöverstyrelsen 1858, avsked från stamholländeristyrelsen samma år och avsked från överhovstallmästarebefattningen 1859. Braunerhielm upphöjdes till friherre 1860  och introducerades samma år under nummer 401. Han blev överste ombudsman vid Kunglig Majestäts Orden 1862 och överste skattmästare där 1865. Braunerhielm slöt själv sin friherrliga ätt. Han ägde Haga i Svinnegarns socken i Uppsala län. Braunerhielm invaldes som ledamot av Lantbruksakademien 1839 (hedersledamot 1855) och som ledamot av Krigsvetenskapsakademien 1849. Han blev riddare av Svärdsorden 1837, kommendör av samma orden 1851, kommendör med stora korset av Nordstjärneorden  1854 och av Vasaorden 1858 samt riddare och kommendör av Kunglig Majestäts Orden 1859.

## Fotnoter
1. 1 2  Gustaf Elgenstierna, Den introducerade svenska adelns ättartavlor, vol. 1, Norstedts Förlagsgrupp, 1925, s. 585, läs online.[källa från Wikidata]